# 波 (1952年の映画)
『波』（なみ）は、1952年に公開された中村登監督の日本映画。
かつて朝日新聞に連載された山本有三の同名小説が原作。
第5回カンヌ国際映画祭コンペティション部門で上映された。

## あらすじ
見並行介は芸者として惨めな人生を送っていた昔の教え子のきぬ子と結婚する。
しかしすぐに、きぬ子は別の男に誘惑され、彼のもとを去った。
行介はなんとか彼女を連れ戻すことができたが、きぬ子は男の子駿を産んで死んだ。
行介は野々宮昂子に子供を育てるように頼んだ。

## スタッフ
- 監督 - 中村登[1]
- 脚色 - 大木直太郎、中村登[1]
- 原作 - 山本有三 小説『波』[3]
- 製作 - 高村潔[1]
- 撮影 - 生方敏夫[1]
- 美術 - 熊谷正雄[1]
- 音楽 - 吉沢博、奥村一[3]

## キャスト

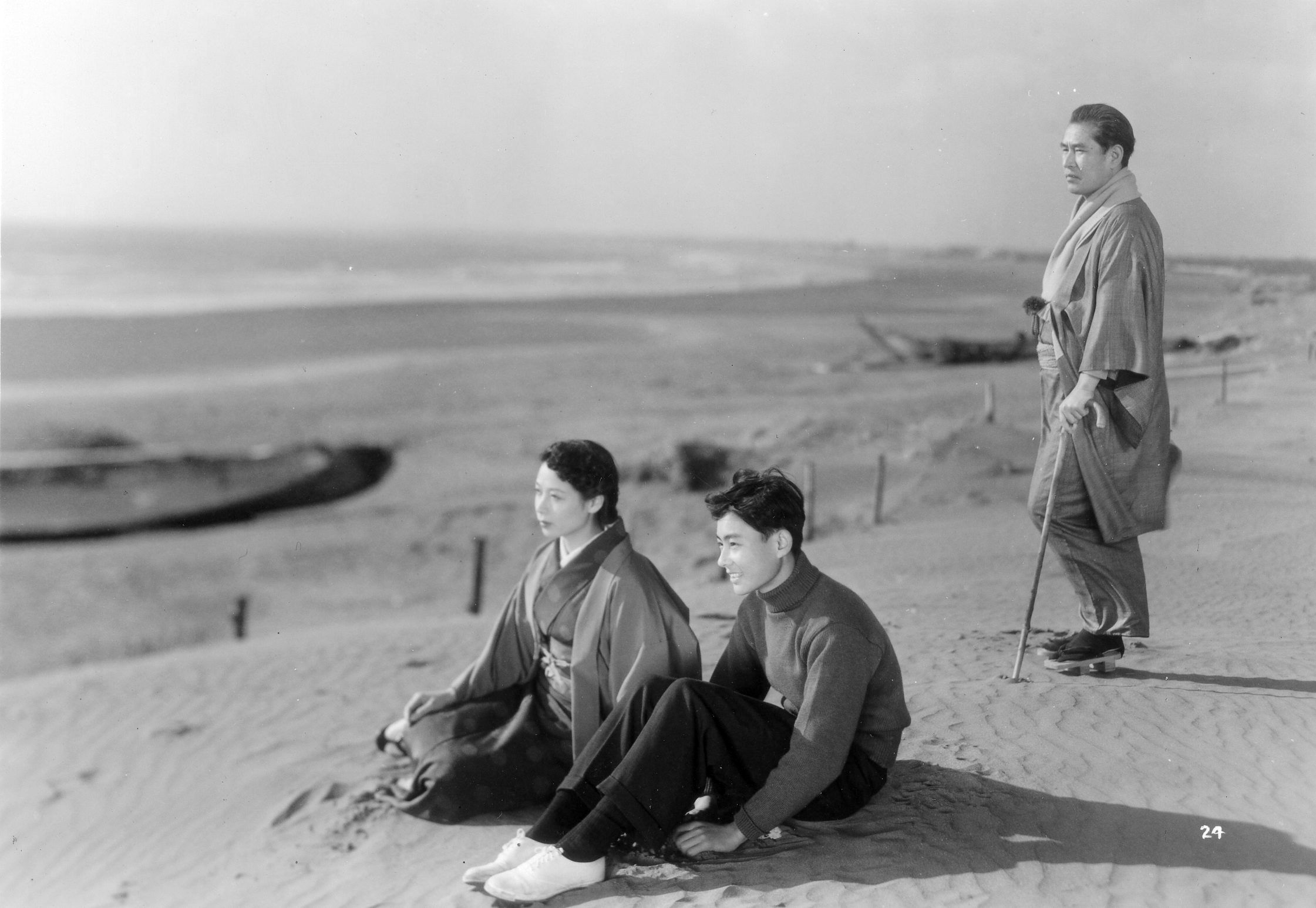
左から淡島千景、石浜朗、佐分利信

以下の出演者名と役名はKINENOTEに従った。
- 佐分利信 - 見並行介
- 淡島千景 - 野々宮昂子
- 設楽幸嗣 - 駿（五歳）
- 村瀬禪 - 駿（十歳）
- 石浜朗 - 駿（十七歳）
- 岩井半四郎 - 瀬沼涼太郎
- 桂木洋子 - きぬ子
- 笠智衆 - 友人園田
- 坂本武 - 君塚宇平
- 津島恵子 - 襲子
- 北龍二 - 大垣準蔵
- 十朱久雄 - 校長

## 受賞歴
- 1952年 第7回毎日映画コンクール 俳優部門男優主演賞 佐分利信 『波』『お茶漬の味』『慟哭』[6]